# Best Song Ever (bài hát)
"Best Song Ever" là một bài hát của nhóm nhạc Anh One Direction. Nó được phát hành vào ngày 22 tháng 7 năm 2013 bởi Syco và Columbia và đĩa đơn của nhóm từ album phòng thu thứ ba Midnight Memories. Bài hát đã được thu âm năm 2013 và kéo dài trong 3 phút và 21 giây. Nó đã được công bố bởi One Direction trong một đoạn video được tải lên kênh YouTube vào 25 tháng 6 năm 2013. Đoạn trailer cho This Is Us được phát hành ba mươi phút sau khi đoạn video được tải lên, và bao gồm một bản xem trước ngắn của bài hát.

## Bảng xếp hạng và chứng nhận
| Bảng xếp hạng (2013-2014)                  | Vị trí cao nhất |
| ------------------------------------------ | --------------- |
| Úc (ARIA)                                  | 4               |
| Áo (Ö3 Austria Top 40)                     | 17              |
| Bỉ (Ultratop 50 Flanders)                  | 12              |
| Bỉ (Ultratop 50 Wallonia)                  | 17              |
| Brazil (Billboard Brasil Hot 100)          | 59              |
| Brazil Hot Pop Songs                       | 19              |
| Canada (Canadian Hot 100)                  | 2               |
| Cộng hòa Séc (Rádio Top 100)               | 19              |
| Đan Mạch (Tracklisten)                     | 2               |
| Châu Âu Digital Song Sales (Billboard)     | 4               |
| Pháp (SNEP)                                | 12              |
| Đức (GfK)                                  | 20              |
| Greece Digital Songs (Billboard)           | 8               |
| Hungary (Single Top 40)                    | 4               |
| Ireland (IRMA)                             | 2               |
| Ý (FIMI)                                   | 3               |
| Nhật Bản (Japan Hot 100)                   | 24              |
| Lebanon (The Official Lebanese Top 20)     | 12              |
| Mexico Anglo (Monitor Latino)              | 4               |
| Hà Lan (Dutch Top 40)                      | 16              |
| Hà Lan (Single Top 100)                    | 5               |
| New Zealand (Recorded Music NZ)            | 3               |
| Na Uy (VG-lista)                           | 20              |
| Scotland (OCC)                             | 2               |
| Slovakia (Rádio Top 100)                   | 50              |
| Slovenia (SloTop50)                        | 40              |
| Nam Phi (EMA)                              | 8               |
| South Korea (Gaon Music Chart)             | 11              |
| Tây Ban Nha (PROMUSICAE)                   | 9               |
| Thụy Điển (Sverigetopplistan)              | 22              |
| Thụy Sĩ (Schweizer Hitparade)              | 11              |
| Anh Quốc (OCC)                             | 2               |
| Hoa Kỳ Billboard Hot 100                   | 2               |
| Hoa Kỳ Adult Pop Airplay (Billboard)       | 40              |
| Hoa Kỳ Pop Airplay (Billboard)             | 16              |
| Venezuela Pop Rock General (Record Report) | 2               |

| Bảng xếp hạng (2013)               | Vị trí |
| ---------------------------------- | ------ |
| Úc (ARIA)                          | 97     |
| Bỉ (Ultratop Flanders)             | 96     |
| Canada (Canadian Hot 100)          | 97     |
| Pháp (SNEP)                        | 195    |
| Hà Lan (Dutch Top 40)              | 99     |
| Hà Lan (Single Top 100)            | 82     |
| Anh Quốc (Official Charts Company) | 50     |
| US Billboard Hot 100 (Hoa Kỳ)      | 74     |

## Chứng nhận
| Quốc gia | Chứng nhận    | Số đơn vị/doanh số chứng nhận |
| --- | ------------- | ----------------------------- |
| Úc (ARIA) | 3× Bạch kim   | 210.000‡                      |
| Canada (Music Canada) | 2× Bạch kim   | 160.000‡                      |
| Ý (FIMI) | Vàng          | 15.000‡                       |
| Nhật Bản (RIAJ) | Vàng          | 100.000*                      |
| México (AMPROFON) | Bạch kim+Vàng | 90.000‡                       |
| New Zealand (RMNZ) | Bạch kim      | 15.000*                       |
| Tây Ban Nha (PROMUSICAE) | Vàng          | 30.000‡                       |
| Thụy Điển (GLF) | Vàng          | 10.000‡                       |
| Anh Quốc (BPI) | 2× Bạch kim   | 1.200.000‡                    |
| Hoa Kỳ (RIAA) | Bạch kim      | 1,275,000                     |
| Trực tuyến |               |                               |
| Đan Mạch (IFPI Đan Mạch) | Bạch kim      | 1.800.000                     |
| * Chứng nhận dựa theo doanh số tiêu thụ. · ‡ Chứng nhận dựa theo doanh số tiêu thụ và phát trực tuyến. · Chứng nhận dựa theo doanh số phát trực tuyến. |               |                               |

## Lịch sử phát hành
| Quốc gia | Ngày                | Định dạng        | Nhãn đĩa |
| -------- | ------------------- | ---------------- | -------- |
| Pháp     | 22 tháng 7 năm 2013 | Tải nhạc số      | Sony     |
| Đức      | 22 tháng 7 năm 2013 | Tải nhạc số      | Sony     |
| Ý        | 22 tháng 7 năm 2013 | Tải nhạc số      | Sony     |
| Anh Quốc | 22 tháng 7 năm 2013 | Tải nhạc số      | Syco     |
| Hoa Kỳ   | 22 tháng 7 năm 2013 | Tải nhạc số      | Columbia |
| Hoa Kỳ   | 23 tháng 7 năm 2013 | Mainstream radio | Columbia |
| Đức      | 16 tháng 8 năm 2013 | Đĩa đơn maxi     | Sony     |
| Pháp     | 19 tháng 8 năm 2013 | Đĩa đơn maxi     | Sony     |
| Anh Quốc | 19 tháng 8 năm 2013 | Đĩa đơn maxi     | Syco     |
| Hoa Kỳ   | 20 tháng 8 năm 2013 | Đĩa đơn CD       | Columbia |
| Nhật Bản | 21 tháng 8 năm 2013 | Đĩa đơn maxi     | Sony     |
| Ý        | 27 tháng 8 năm 2013 | Đĩa đơn maxi     | Sony     |

## Giải thưởng
"Best Song Ever" đã thắng Giải Video âm nhạc của MTV năm 2013 cho Bài hát hay nhất Mùa hè.
| Năm  | Sự kiện                      | Giải thưởng               | Kết quả      |
| ---- | ---------------------------- | ------------------------- | ------------ |
| 2013 | Giải Video âm nhạc của MTV   | Bài hát hay nhất Mùa hè   | Đoạt giải    |
| 2013 | Rockbjörnen                  | Bài hát Quốc tế hay nhất  | Đề cử        |
| 2013 | Giải thưởng Âm nhạc Thế giới | Bài hát hay nhất Thế giới | Chưa công bố |
| 2013 | Giải thưởng Âm nhạc Thế giới | Video hay nhất Thế giới   | Chưa công bố |

## Video âm nhạc
MV được phát hành trên kênh Vevo của ban nhạc vào ngày 22 tháng 7 năm 2013. Video hình ảnh ban nhạc đi vào một văn phòng ở Hollywood, nói chuyện với hai giám đốc điều hành (thủ vai bởi Niall Horan và Louis Tomlinson) sau khi được hướng dẫn bởi cô thư ký gợi cảm (thủ vai Zayn Malik). Anh chàng tiếp thị Marcel (Harry Styles) cho thấy những hình ảnh của họ trong trang phục lố bịch và thậm chí có một vũ công tên Leeroy (Liam Payne) tạo nên những bước nhảy vô lý cho họ. Xúc phạm, ban nhạc biến thành một bài hát và bắt đầu tàn phá bằng cách ném mọi vật xung quanh trong văn phòng. Sau đó họ chạy vào một tòa nhà làm việc chính và phá hoại nó trong sự thất vọng của người lao động. Video đã phá vỡ kỷ lục 24 giờ VEVO với 12,3 triệu lượt xem nhưng kỷ lục sau đó đã được thu hồi với Wrecking ball của Miley Cyrus, thu hút 19,3 triệu lượt xem.